# لاوسون رابرتسون
لاوسون رابرتسون (انگلیسی: Lawson Robertson; ۲۴ سپتامبر ۱۸۸۳ – ۲۲ ژانویهٔ ۱۹۵۱) ورزشکار دو و میدانی اهل ایالات متحده آمریکا بود.